# Musei della Sicilia
Ecco l'elenco in ordine alfabetico per province dei Musei della Sicilia. (Questa lista è suscettibile di variazioni e potrebbe essere incompleta o non aggiornata.
) 

Nel 1977 nella Regione Siciliana, in applicazione dello Statuto speciale, le competenze dei beni culturali sono passate dallo Stato alla regione. Così i tre musei nazionali di Palermo, Siracusa e Trapani sono divenuti regionali.
L'assessorato regionale ai Beni culturali e all'identità siciliana ha disciplinato più volte il settore. Nel 2016 ha istituito la rete dei Poli museali della Sicilia, gestiti dalla Regione.
Nell'elenco sono indicati anche i musei comunali e quelli privati. In evidenza i comuni con almeno due musei segnalati.

## Libero consorzio comunale di Agrigento

### Agrigento
- Museo archeologico regionale di Agrigento
- Antiquarium documentario
- Antiquarium iconografico
- Antiquarium delle fortificazioni
- Antiquarium paleocristiano e bizantino
- Musei civici agrigentini
- Museo della cattedrale
- Museo di paleontologia umana
- Museo di scienze naturali Empedocle
- Museo antichi strumenti di misurazione scientifica Foderà
- Museo antiche unità di misura
- Museo vivente del Mandorlo
- Museo medievale
- Museo del gioco
- Archivio storico
- Museo eredità immateriali
- Biblioteca museo Luigi Pirandello
- Museo del mare

### Altri
- Casa museo Carmelo Cammarata, Bivona
- Antiquarium comunale Di Pisa e Guardì, Casteltermini
- Antiquarium di Eraclea Minoa, Cattolica Eraclea
- Museo archeologico della Badia, Licata
- Museo etnoantropologico di Ribera[2], Ribera
- Museo etnoantropologico della Terra di Zabut, Sambuca di Sicilia
- Antiquarium di Monte Kronio - Stufe di San Calogero, Sciacca
- Casa-museo "F. Scaglione", Sciacca
- Giardino museo Castello incantato di Filippo Bentivegna, Sciacca
- Museo della ceramica Muceb, Burgio
- Museo civico Antonio Mendola, Favara

## Libero consorzio comunale di Caltanissetta

### Caltanissetta
- Museo archeologico di Caltanissetta
- Museo diocesano di Caltanissetta
- Museo del folclore e delle tradizioni popolari di Caltanissetta
- Museo mineralogico e paleontologico della Zolfara
- Museo Michele Tripisciano

### Gela
- Museo archeologico regionale di Gela, Gela
- Antiquarium iconografico di Capo Soprano, Gela
- Synvolum, casa del lago alato (Museo Naturalistico R. N. O. Lago Biviere).

### Altri
- Museo archeologico regionale di Marianopoli, Marianopoli[3][4]
- Museo civico di Butera
- Museo della civiltà contadina di Niscemi
- Museo mineralogico di Riesi
- Museo civico mineralogico di Sommatino
- Museo delle zolfare di Montedoro
- Museo etnoantropologico della civiltà contadina di San Cataldo[5]
- Museo etnoantropologico della civiltà contadina di Sutera

## Città metropolitana di Catania

### Catania
- Museo paleontologico dell'Accademia Federiciana
- Casa museo Giovanni Verga
- Città della scienza di Catania
- Museo civico belliniano
- Museo civico di Castello Ursino
- Museo di paleontologia di Catania
- Museo di zoologia di Catania
- Museo Emilio Greco (Catania)
- Museo diocesano di Catania
- Museo arte contemporanea Sicilia
- Museo della sbarco in Sicilia

### Paternò
- Museo civico Gaetano Savasta
- Palazzo delle arti
- Galleria d'arte moderna
- Casa Museo del Cantastorie

### Altri
- Museo archeologico regionale di Adrano, Adrano
- Museo civico di Aci Castello, Aci Castello
- Biblioteca e pinacoteca Zelantea, Acireale
- Museo del carretto siciliano "Gullotti", Bronte
- Museo di civiltà contadina di Bronte, Bronte
- Musei civici e pinacoteca "Luigi Sturzo", Caltagirone
- Museo regionale della ceramica di Caltagirone
- [collegamento interrotto], Castel di Iudica
- Museo di San Nicolò, Militello in Val di Catania
- Tesoro di Santa Maria La Stella, Militello in Val di Catania
- Museo capuaniano, Mineo
- Ludum Museo della Scienza, Misterbianco
- Museo vulcanologico Etneo, Nicolosi
- Museo civico archeologico di Ramacca, Ramacca
- Museo civico archeologico Paolo Vagliasindi, Randazzo
- Museo civico di scienze naturali di Randazzo

## Libero consorzio comunale di Enna

### Enna
- Museo Alessi
- Museo archeologico regionale di Enna

### Altri
- Museo bellico "Belli Instrumentum", (ANC - Barrafranca)
- Museo archeologico di Aidone, Aidone (sito di Morgantina)
- Museo ferroviario di Villarosa, Villarosa
- Museo archeologico regionale di Centuripe, Centuripe
- Museo diocesano di Piazza Armerina, piazza Armerina
- Museo etnoantropologico e dell'emigrazione valguarnerese, Valguarnera Caropepe
- Museo antiquarium di Valguarnera Caropepe, Valguarnera Caropepe
- Casa museo Caripa, Valguarnera Caropepe

## Città metropolitana di Messina

### Messina
- Museo regionale di Messina, Messina
- Museo Annibale Maria di Francia, Messina
- Museo "Cultura e musica popolare dei Peloritani", Messina
- Tesoro del Duomo, Messina
- Galleria provinciale d'arte moderna e contemporanea, Messina
- Archivio - mostra permanente su Salvatore Quasimodo "La vita non è un sogno, Messina
- Mostra dei tesori della Cappella Palatina in San Giovanni di Malta, Messina
- Acquario comunale, Messina
- Museo zoologico "Cambria", Messina
- Orto botanico "Pietro Castelli", Messina
- Museo storico della fortificazione permanente dello Stretto di Messina, Messina
- Museo su minerali e animali, collegio S. Ignazio, Messina

### San Marco d'Alunzio
- Museo civico della cultura delle arti figurative bizantine e normanne di San Marco d'Alunzio, presso ex monastero delle Benedettine detto "Badia piccola"
- Museo di arte sacra di San Marco d'Alunzio, presso la chiesa San Giuseppe"
- Museo etnoantropologico di San Marco d'Alunzio, presso il "Circolo Demenna"
- Museo basiliano di San Marco d'Alunzio, presso il "convento dei Frati minori dei cappuccini"

### Milazzo
- MuMa - Museo del Mare Milazzo
- Antiquarium archeologico "Domenico Ryolo"
- Museo della tonnara
- Museo enologico "Grasso"

### Barcellona Pozzo di Gotto
- Parco Museo Jalari
- Museo Etnostorico "Nello Cassata"

### Castroreale
- Museo civico
- Pinacoteca di Santa Maria degli Angeli

### Mistretta
- Museo regionale delle tradizioni silvo-pastorali Giuseppe Cocchiara, Mistretta
- Museo civico polivalente "Egidio Ortolani" di Mistretta, Mistretta
- Museo della fauna dei Nebrodi, Mistretta
- Museo diocesano, Mistretta
- Museo dello scalpellino, Mistretta

### Altri
- Antiquarium comunale, Acquedolci
- Museo d'arte sacra presso il monastero delle Vergini benedettine, Alcara Li Fusi
- Museo civico delle ceramiche, Santo Stefano di Camastra
- Museo etnografico dei Nebrodi "Antonio Gullotti", Ucria
- Museo archeologico di Naxos, Giardini Naxos
- Antiquarium di Patti, Patti
- Raccolta di vasi da farmacia, Roccavaldina
- Museo siciliano delle tradizioni religiose, San Salvatore di Fitalia
- Museo etnoantropologico dei Nebrodi, Sant'Agata di Militello
- Museo diocesano di Santa Lucia del Mela, Santa Lucia del Mela
- Museo del mondo contadino di Savoca, Savoca
- Museo etnoantropologico di Scaletta Zanclea, Scaletta Zanclea
- Parco letterario Salvatore Quasimodo, Roccalumera
- Villa Piccolo, Capo d'Orlando
- Museo del mare della pesca e delle tradizioni marinare "Franco Ruggeri", Furci Siculo
- Museo del Bosco, Caronia

## Città metropolitana di Palermo

### Monreale
- Galleria d'arte "G. Sciortino", Monreale
- Museo diocesano, Monreale

### Castelbuono
- Museo civico di Castelbuono, Castelbuono
- Museo naturalistico Francesco Minà Palumbo, Castelbuono
- Museo del Risorgimento "I viaggi", Castelbuono

### Altri
- Museo Mandralisca, Cefalù
- Civico museo antropologico di Balestrate, Balestrate
- Museo civico di Bisacquino, Bisacquino
- Casa museo di Bolognetta, Bolognetta
- Museo civico "Monsignor Filippo Meli", Ciminna
- Antiquarium comunale di Contessa Entellina, Contessa Entellina
- Museo civico comprensoriale "Pippo Rizzo", Corleone
- Museo civico di Gangi, Gangi
- Museo Etnoantropologico delle Madonie, Geraci Siculo
- Museo etno-antropologico "Godranopoli", Godrano
- Antiquarium di Partinico, Partinico
- Museo civico "A.Collisani", Petralia Sottana
- Museo del Centro di documentazione etnografica "U 'parmintieddu", Petralia Sottana
- Museo del territorio "F. R. Fazio", Roccapalumba
- Museo civico iatino, San Cipirello
- Antiquarium di Solunto, Santa Flavia
- Museo civico "B. Romano", Termini Imerese
- Museo regionale di Terrasini, Terrasini
- Museo della Targa Florio, Collesano

## Libero consorzio comunale di Ragusa

### Ragusa
- Museo archeologico ibleo
- Parco Archeologico di Ragusa Ibla
- Museo archeologico regionale di Kamarina Kamarina
- Castello di Donnafugata
- Museo della cattedrale di San Giovanni
- Museo del duomo di San Giorgio
- Civica raccolta Carmelo Cappello
- Museo diocesano di Ragusa
- Museo naturale e delle miniere d'asfalto di Tabuna e Castelluccio
- Museo L'Italia in Africa
- Museo delle tradizioni popolari ragusane

### Chiaramonte Gulfi
- Museo dell'olio
- Museo di cimeli storico militari
- Pinacoteca Giovanni De Vita
- Museo del ricamo e dello sfilato siciliano
- Museo degli strumenti etnico musicali
- Museo ornitolgico
- Casa-museo liberty
- Museo di arte sacra

### Comiso
- Museo civico di storia naturale di Comiso[6]
- Museo d'arte contemporanea "Euro Musso", Comiso

### Modica
- Museo Civico "F. L. Belgiorno"
- Museo Ibleo delle Arti e Tradizioni Popolari "S. A. Guastella"
- Museo Cava D'Ispica

### Vittoria
- Museo Polivalente
- Museo Storico Italo-Ungherese
- Museo d'arte Sacra Mons. Federico La China
- Museo della civiltà contadina (Vittoria)

### Altri
- Antiquarium del Parco della Forza, Ispica
- Parco Archeologico di Kaukana

## Libero consorzio comunale di Siracusa

### Siracusa
- Museo Archeologico Regionale Paolo Orsi
- Galleria regionale Palazzo Bellomo - Museo interdisciplinare
- Museo del Papiro
- Museo dei Pupi

### Palazzolo Acreide
- Museo dei Viaggiatori in Sicilia[7], Palazzolo Acreide
- Museo archeologico Gabriele Judica, Palazzolo Acreide
- Casa-museo "Antonino Uccello"[8], Palazzolo Acreide
- Museo dell'informatica Funzionante[9], Palazzolo Acreide

### Altri
- Ecomuseo "I luoghi del lavoro contadino e dell'artigianato", Buscemi
- Ecomuseo degli Iblei
  - Museo TEMPO, Canicattini Bagni
- Area archeologica e Antiquarium di Megara Hyblaea[10], Augusta
- Museo Archeologico[11], Lentini
- Museo Francesco Lombardo di Giuseppe[12], Floridia

## Libero consorzio comunale di Trapani

### Trapani
- Museo Regionale Agostino Pepoli
  - Sezione Dipinti, sculture del Rinascimento
  - Sezione Marmi, lapidi, arti industriali
  - Sezione Risorgimento
- Museo civico Torre di Ligny
- DiArt, museo diocesano di arte contemporanea
- Museo del Sale di Nubia (TP)[13].
- Museo diocesano Sant'Agostino
- Museo delle illusioni ottiche

### Marsala
- Museo Archeologico Regionale Lilibeo "Baglio Anselmi",
- Museo Archeologico "Giuseppe Whitaker", Mozia
- Museo degli Arazzi Fiamminghi Mons. Andrea Linares
- Museo civico di Marsala suddiviso in tre sezioni:
  - Sezione Archeologica;
  - Sezione Museo risorgimentale garibaldino Giacomo Giustolisi;
  - Sezione delle tradizioni popolari
- Museo del sale Ettore Infersa
- Ente Mostra di Pittura Contemporanea "Città di Marsala"
- Enomuseum
- Museo Mirabile delle tradizioni ed arti contadine di Marsala

### Mazara del Vallo
- Museo diocesano di Mazara del Vallo
- Museo del Satiro danzante
- Museo ornitologico

### Alcamo
- Museo d'arte contemporanea di Alcamo
- Museo etnografico degli strumenti musicali "Gaspare Cannone"
- Museo d'arte sacra

### Gibellina
- Fondazione Orestiadi
- Museo civico d'arte contemporanea di Gibellina
- Museo etnoantropologico della Valle del Belice
- EpiCentro della Memoria Viva[14]

### Erice
- Museo Agro-Forestale "San Matteo"
- Museo Civico "A. Cordici"
- Salerniana di pittura

### Castelvetrano
- Museo civico selinuntino
- Museo del Vino e delle Cantine Montalto

### Favignana
- Antiquarium Ex Stabilimento Florio delle Tonnare di Favignana e Formica
- Museo civico palazzo Florio

### Pantelleria
- Museo archeologico, presso il castello Barbacane
- Museo del mare "Sebastiano Tusa"[15]
- Museo vulcanologico di Khaggiar [16]

### Altri
- Museo della Preistoria Castello Grifeo, Partanna
- Museo della civiltà locale, Buseto Palizzolo
- Museo etnoantropologico, Calatafimi-Segesta
- Museo preistorico, Paceco
- Museo del Sale, Paceco
- Mostra di cimeli del Risorgimento, Salemi
- Museo civico, Salemi
- Museo del tonno e della tonnara, Bonagia
- Museo dell'artigianato "Molino Excelsior", Valderice